# Самкавор
Самкавор (перс. سمقاور) — село в Ірані, у дегестані Хенеджін, в Центральному бахші, шахрестані Коміджан остану Марказі. За даними перепису 2006 року, його населення становило 1919 осіб, що проживали у складі 548 сімей.

## Клімат
Середня річна температура становить 11,58°C, середня максимальна – 31,46°C, а середня мінімальна – -11,50°C. Середня річна кількість опадів – 269 мм.
| Клімат поселення                              | Клімат поселення | Клімат поселення | Клімат поселення | Клімат поселення | Клімат поселення | Клімат поселення | Клімат поселення | Клімат поселення | Клімат поселення | Клімат поселення | Клімат поселення | Клімат поселення | Клімат поселення |
| Показник                                      | Січ.             | Лют.             | Бер.             | Квіт.            | Трав.            | Черв.            | Лип.             | Серп.            | Вер.             | Жовт.            | Лист.            | Груд.            |                  |
| Середній максимум, °C                         | 6,51             | 8,62             | 13,50            | 19,19            | 23,89            | 30,20            | 31,46            | 30,43            | 25,82            | 20,22            | 13,11            | 7,46             |                  |
| Середня температура, °C                       | −2,5             | −0,37            | 4,49             | 10,20            | 14,88            | 21,21            | 25,20            | 24,19            | 19,57            | 13,96            | 6,86             | 1,23             |                  |
| Середній мінімум, °C                          | −11,5            | −9,36            | −4,52            | 1,18             | 5,89             | 12,20            | 18,96            | 17,94            | 13,34            | 7,72             | 0,62             | −5,02            |                  |
| Норма опадів, мм                              | 39               | 35               | 47               | 38               | 34               | 6                | 1                | 1                | 0                | 9                | 23               | 36               |                  |
| Середньомісячна швидкість вітру, м/с          | 1.79             | 1.98             | 3.06             | 3.19             | 2.72             | 2.50             | 2.53             | 2.40             | 2.21             | 2.17             | 1.90             | 1.47             |                  |
| Середньомісячна сонячна радіація, кДж/м²·день | 8853             | 11992            | 14529            | 18008            | 22084            | 26777            | 25999            | 23945            | 20691            | 15113            | 10784            | 8737             |                  |
| --------------------------------------------- | ---------------- | ---------------- | ---------------- | ---------------- | ---------------- | ---------------- | ---------------- | ---------------- | ---------------- | ---------------- | ---------------- | ---------------- | ---------------- |
| Джерело:                                      |                  |                  |                  |                  |                  |                  |                  |                  |                  |                  |                  |                  |                  |